# Campionato Italiano Velocità 2005
Il campionato italiano velocità 2005 è l'ottantaquattresima edizione del campionato italiano velocità. In questa annata sono attive quattro categorie: la Superbike, la Supersport, la Stock 1000 e la classe 125. Rispetto alle stagioni precedenti è stata aggiunta una gara al calendario per un totale di sei eventi così distribuiti: una prova al Mugello, Monza, Imola e Vallelunga; due gare in due diversi momenti a Misano. 

## Stagione
Nella Superbike il titolo va a Norino Brignola in sella ad una Ducati 999RS del team Guandalini Racing. Brignola vince solo a Imola ma grazie alla costanza di risultati (non fa mai peggio di quinto nelle restanti cinque prove), sopravanza di sei punti il compagno di marca Lucio Pedercini. Terzo, staccato di venti punti dalla vetta, Marco Borciani che passa da Yamaha a Ducati in stagione vincendo con entrambe le motociclette. Per quanto concerne la graduatoria costruttori è Ducati a prevalere con tre vittorie consecutive e altrettanti piazzamenti a podio nelle restanti tre gare. Yamaha, staccata di soli due punti, vince le altre tre prove; più staccati gli altri costruttori.
In Supersport vince Simone Sanna con una Honda CBR600RR del team Improve Racing. Sanna, alla sua prima stagione in questa categoria, vince a Imola e, prendendo pieni punti nelle gare vinte dai piloti wild card fuori classifica, sopravanza di quattro lunghezze il portacolori di Kawasaki Alessandro Antonello (vincente in tre prove). Perfetta parità tra Honda e Kawasaki tra i costruttori: ottengono lo stesso numero di punti, vittorie e piazzamenti. Più staccate le altre case con Ducati che gareggia solo al Mugello cogliendo un secondo posto con Alessio Corradi.
Alessandro Polita è il campione italiano della classe Stock 1000. Polita, in forza al team Celani Suzuki, porta a termine tutte le gare in calendario con due vittorie, tre secondi ed un quarto posto sopravanzando di ventun punti Massimo Roccoli (nella sua unica stagione in questa categoria), vincente in tre occasioni. Più staccato, al terzo posto, Maurizio Pattichizzo su Kawasaki. Equilibrio tra i costruttori con Suzuki, due vittorie, che prevale di un solo punto su Yamaha grazie ai migliori piazzamenti nelle gare non vinte, terza Kawasaki e quarta Aprilia vittoriosa a Vallelunga con Fabrizio Pellizzon.
Nella classe 125 il titolo va ad un esordiente: Simone Grotzkyj in sella ad un'Aprilia RS 125 R dell'Abruzzo Junior Team. Grotzkyj non vince alcuna gara ma sale sempre sul podio sopravanzando di nove punti il compagno di marca Lorenzo Baroni vincitore a Vallelunga e Imola. Tra i costruttori prevale Aprilia, vincente in quattro prove e seconda nelle restanti, una vittoria a Monza per Honda seconda mentre la gara finale a Misano va a Malaguti con il pilota wild card Gioele Pellino.

## Calendario
Dove non indicata la nazionalità si intende pilota italiano.
| Prova | Data         | Circuito       | Vincitore          | Vincitore            | Vincitore          | Vincitore         |
| Prova | Data         | Circuito       | Superbike          | Supersport           | Stock 1000         | Classe 125        |
| ----- | ------------ | -------------- | ------------------ | -------------------- | ------------------ | ----------------- |
| 1     | 17 aprile    | Vallelunga     | Marco Borciani     | Alessandro Antonello | Fabrizio Pellizzon | Lorenzo Baroni    |
| 2     | 1º maggio    | Monza          | Lorenzo Alfonsi    | Fabien Foret         | Alessandro Polita  | Michele Conti     |
| 3     | 22 maggio    | Imola          | Norino Brignola    | Simone Sanna         | Massimo Roccoli    | Lorenzo Baroni    |
| 4     | 3 luglio     | Misano prova 1 | Lucio Pedercini    | Broc Parkes          | Massimo Roccoli    | Roberto Tamburini |
| 5     | 31 luglio    | Mugello        | Marco Borciani     | Alessandro Antonello | Massimo Roccoli    | Marco Petrini     |
| 6     | 25 settembre | Misano prova 2 | Gianluca Vizziello | Alessandro Antonello | Alessandro Polita  | Gioele Pellino    |

## Classifiche

### Superbike

#### Elenco Partecipanti[31]
Dove non indicata la nazionalità si intende pilota italiano.
| Nº  | Pilota               | Motoclub          | Squadra                   | Motocicletta         | Gomma |
| --- | -------------------- | ----------------- | ------------------------- | -------------------- | ----- |
| 3   | Luca Conforti        | Lumezzane         | Guandalini Racing         | Ducati 999           | D     |
| 4   | Lorenzo Alfonsi      | Ruggeri           | DFX Sterilgarda           | Yamaha YZF-R1        | P     |
| 5   | Luca Pedersoli       | Lumezzane         | Penta Race                | Ducati 999           | P     |
| 6   | Michele Gallina      | Spoleto           | Team Gallina              | MV Agusta F4 1000 MT | M     |
| 6   | Michele Gallina      | Spoleto           | Team Gallina              | MV Agusta F4 1000 MT | P     |
| 7   | Alessandro Longhin   | Vecchio Piemonte  | BNT Racing                | Suzuki GSX-R1000     | P     |
| 7   | Alessandro Longhin   | Vecchio Piemonte  | Emmebi Team               | Honda CBR1000RR      | P     |
| 8   | Andrea Viera Torello | Ticinese          | Scuderia HF               | Suzuki GSX-R1000     | M     |
| 9   | Massimo Doscioli     | Firenze           |                           | Suzuki GSX-R1000     | P     |
| 10  | Ferdinando Di Maso   | Ducale            | Boselli Racing            | Suzuki GSX-R1000     | M     |
| 10  | Ferdinando Di Maso   | Ducale            | Team Pedercini            | Ducati 999           | M     |
| 11  | Alessandro Tomassoni | Misano Adriatico  | W.R.M.                    | Suzuki GSX-R1000     | B     |
| 12  | Paolo Costa          | Osio Sotto        | Scuderia HF               | Suzuki GSX-R1000     | D     |
| 14  | Massimo Paolucci     | Gentlemen's       | Ego Racing Team           | Yamaha YZF-R1        | P     |
| 15  | Vittorio Scatola     | Biassono          |                           | Suzuki GSX-R1000     | M     |
| 16  | Mauro Lucchiari      | Ducati            | DFX Sterilgarda           | Ducati 999           | P     |
| 17  | Miguel Praia         | F.N.M.            | DFX Sterilgarda           | Yamaha YZF-R1        | P     |
| 19  | Lucio Pedercini      | Bergamonti        | Team Pedercini            | Ducati 999           | D     |
| 20  | Marco Borciani       | Biassono          | DFX Sterilgarda           | Yamaha YZF-R1        | P     |
| 20  | Marco Borciani       | Biassono          | DFX Sterilgarda           | Ducati 999           | P     |
| 21  | Alessandro Valia     | Crostolo          | Top Ride Racing           | Yamaha YZF-R1        | D     |
| 22  | Luciano Vitiello     | Sboroni           |                           | Ducati 999           |       |
| 23  | Igor Antonelli       | San Marino        | BNT Racing                | Yamaha YZF-R1        | D     |
| 25  | Alessio Velini       | Saarinen          |                           | Ducati 999           | D     |
| 28  | Giacomo Romanelli    | Racing            | Team 2K Racing            | Suzuki GSX-R1000     | M     |
| 28  | Giacomo Romanelli    | Racing            | Team 2K Racing            | Suzuki GSX-R1000     | D     |
| 29  | Giuseppe Zannini     | Baracca           | BNT Racing                | Suzuki GSX-R1000     | D     |
| 29  | Giuseppe Zannini     | Baracca           | Tienne Team               | Suzuki GSX-R1000     | M     |
| 30  | José Luis Cardoso    | R.F.M.E.          | DFX Sterilgarda           | Yamaha YZF-R1        | P     |
| 32  | Danilo Tomassoni     | Spoleto           | W.R.M.                    | Suzuki GSX-R1000     | B     |
| 34  | Simone Conti         | Fast Bikers       | Passione Moto FI          | Honda CBR1000RR      | D     |
| 34  | Simone Conti         | Fast Bikers       | Passione Moto FI          | Honda CBR1000RR      | P     |
| 37  | Davide Caselli       | Carpi Racing      | Racing Service            | Yamaha YZF-R1        | M     |
| 1   | Alessandro Gramigni  | Firenze           |                           | Yamaha YZF-R1        | D     |
| 39  | Alessandro Gramigni  | Firenze           | Team 391 Racing           | Yamaha YZF-R1        | D     |
| 44  | Germano Bertuzzi     | Loris Reggiani    | BNT Racing                | Suzuki GSX-R1000     | B     |
| 45  | Gianluca Vizziello   | Policoro          | Italia Lorenzini by Leoni | Yamaha YZF-R1        | P     |
| 46  | Gergõ Talmácsi       |                   | W.R.M.                    | Suzuki GSX-R1000     | B     |
| 49  | Enzo Chiapello       | Drivers Cuneo     |                           | Kawasaki ZX-10R      | D     |
| 50  | Lorenzo Mauri        | White Speed       |                           | Ducati 999           | P     |
| 51  | Davide Grandi        | Santerno          | Tienne Team               | Yamaha YZF-R1        | M     |
| 51  | Davide Grandi        | Santerno          | D                         | Yamaha YZF-R1        |       |
| 51  | Davide Grandi        | Santerno          | P                         | Yamaha YZF-R1        |       |
| 53  | Roberto Bosio        | Drivers Cuneo     | F.R.T. by Alpi Racing     | Kawasaki ZX-10R      | D     |
| 55  | Norino Brignola      | Desmo Owners      | Guandalini Racing         | Ducati 999           | D     |
| 56  | Mauro Cedrini        | Estense           |                           | Kawasaki ZX-10R      | P     |
| 57  | Ilario Dionisi       | Gentlemen's       | Celani Team               | Suzuki GSX-R1000     | P     |
| 58  | Riccardo Bertolini   | Ducale            | Boselli Racing            | Suzuki GSX-R1000     | M     |
| 60  | Giuseppe Fiorillo    | Polizia di Stato  |                           | Suzuki GSX-R1000     | P     |
| 61  | Simone Di Marco      | Gentlemen's       | Cruciani Moto             | Suzuki GSX-R1000     | P     |
| 63  | Enzo Jacquier        | Gentlemen's       | Ego Racing Team           | Yamaha YZF-R1        | P     |
| 66  | Mauro Sanchini       | Misano Adriatico  |                           | Kawasaki ZX-10R      | P     |
| 67  | Peter Ennemoser      | Egna              |                           | Ducati 999           | D     |
| 69  | Andrea Mazzali       | Crostolo          | Mazzali Racing            | MV Agusta F4 1000 MT | P     |
| 69  | Andrea Mazzali       | Crostolo          | Mazzali Racing            | MV Agusta F4 1000 MT | D     |
| 70  | Matteo Nicaso        | Bisso Galeto      |                           | Ducati 999           | D     |
| 71  | Crisstian Marocchi   | La Stalla         | BDD M.N. Racing           | Yamaha YZF-R1        | P     |
| 71  | Crisstian Marocchi   | La Stalla         | D                         | Yamaha YZF-R1        |       |
| 72  | Harald Lantschner    | Egna              |                           | Suzuki GSX-R1000     | M     |
| 73  | Roberto Gaiottino    | Centauro Club     | Team Pedercini            | Yamaha YZF-R1        | P     |
| 74  | Alessandro D'Amelio  | Bergamonti        | Tienne Team               | Yamaha YZF-R1        | M     |
| 76  | Luca Morselli        | Sport UISP        | Emmebi Team               | Honda CBR1000RR      | P     |
| 77  | Fabrizio De Noni     | Firenze           | Tienne Team               | Yamaha YZF-R1        | P     |
| 77  | Fabrizio De Noni     | Firenze           | /                         | Yamaha YZF-R1        | P     |
| 81  | Sebastiano Zerbo     | Firenze           |                           | Kawasaki ZX-10R      |       |
| 82  | Gianluca Battisti    | Paolo Tordi       | Scuderia HF               | Yamaha YZF-R1        | D     |
| 83  | Riccardo Volpi       | I. Palazzese      |                           | Yamaha YZF-R1        | P     |
| 83  | Riccardo Volpi       | I. Palazzese      | D                         | Yamaha YZF-R1        |       |
| 88  | Andrea Di Giannicola | Gentlemen's       | 2K Racing                 | Suzuki GSX-R1000     | M     |
| 88  | Andrea Di Giannicola | Gentlemen's       | 2K Racing                 | Suzuki GSX-R1000     | M     |
| 96  | Luca Pini            | Ducale            | Emmebi Team               | Honda CBR1000RR      | P     |
| 99  | Valerio Rufoloni     | Amici per la Moto | /                         | Kawasaki ZX-10R      | P     |
| 99  | Valerio Rufoloni     | Amici per la Moto | Light Speed               | Kawasaki ZX-10R      | P     |
| 100 | Giovanni Baggi       | Emilio Marchi     |                           | Honda CBR1000RR      | P     |
| 110 | Fonsi Nieto          | R.F.M.E.          |                           | Kawasaki ZX-10R      | P     |
| 111 | Stefano Ramponi      | Conselice         | Penta Race                | Ducati 999           | D     |
| 112 | Daniel Brunelli      | Firenze           | Tienne Team               | Yamaha YZF-R1        | M     |
| 113 | Paolo Blora          | G.S. Fiamme Oro   | Tienne Team               | Yamaha YZF-R1        | M     |
| 113 | Paolo Blora          | G.S. Fiamme Oro   | Tienne Team               | Yamaha YZF-R1        | D     |
| 121 | Paolo Ferretti       | Baracca           |                           | Yamaha YZF-R1        | D     |
| 151 | Michele Malatesta    | Firenze           | Giesse Racing Team        | Yamaha YZF-R1        | D     |
| 171 | Alkiviadis Siniorir  | E.L.P.A.          |                           | Yamaha YZF-R1        | D     |
| 181 | Massimiliano Carta   | Cimone            |                           | Kawasaki ZX-10R      | P     |

| Legenda            |
| ------------------ |
| Pilota wildcard    |
| Pilota sostitutivo |

#### Classifica Piloti[32]
Vi sono delle diversità tra la classifica piloti ed i resoconti di quattro gare in quanto, tra i piloti  partecipanti, ve ne sono alcuni che gareggiano come wild card senza punti, e sono i seguentiː
- Josè Luis Cardoso, su Yamaha, chiude settimo a Monza.
- Miguel Praia, su Yamaha, disputa le prove, si qualifica ma non parte alla gara di Monza.
- Gergõ Talmácsi, su Suzuki, si ritira nella prima prova a Misano.
- Alkiviadis Siniorir, su Yamaha, si ritira al Mugello.
- Fonsi Nieto, su Kawasaki, chiude terzo nella seconda prova a Misano.
- Peter Ennemoser, su Ducati, chiude ventiquattresimo nella seconda prova a Misano.
- Harald Lantschner, su Suzuki, chiude venticinquesimo nella seconda prova a Misano.

Gli altri piloti scalano in avanti in classifica a punti nelle gare portate a termine dai piloti sopracitati.
| Pos. | Pilota               | Moto                   | 1 VAL | 2 MON | 3 IMO | 4 MIS1 | 5 MUG | 6 MIS2 | P.ti |
| ---- | -------------------- | ---------------------- | ----- | ----- | ----- | ------ | ----- | ------ | ---- |
| 1    | Norino Brignola      | Ducati                 | 4     | 5     | 1     | 4      | 3     | 3      | 94   |
| 2    | Lucio Pedercini      | Ducati                 | 3     | 3     | Rit   | 1      | 5     | 2      | 88   |
| 3    | Marco Borciani       | Yamaha e Ducati        | 1     | 6     | NP    | 5      | 1     | 13     | 74   |
| 4    | Luca Conforti        | Ducati                 | 10    | 4     | 3     | 3      | 6     | 5      | 72   |
| 5    | Alessandro Gramigni  | Yamaha                 | Rit   | 2     | NP    | Rit    | 2     | 4      | 53   |
| 6    | Gianluca Vizziello   | Yamaha                 | 13    | Rit   | NP    | 2      | Rit   | 1      | 48   |
| 7    | Michele Gallina      | MV Agusta              | 2     | Rit   | 4     | 11     | 9     | 14     | 47   |
| 8    | Luca Pini            | Honda                  | 16    | NP    | 2     | 6      | 8     | 10     | 44   |
| 9    | Lorenzo Alfonsi      | Yamaha                 |       | 1     | NP    | Rit    | 4     |        | 38   |
| 10   | Ilario Dionisi       | Suzuki                 | 7     |       | NP    | 13     | 7     | 10     | 29   |
| 11   | Fabrizio De Noni     | Yamaha                 | 17    | 10    | 6     | 10     | 11    | 15     | 28   |
| 12   | Andrea Mazzali       | MV Agusta              | Rit   | 17    | 11    | 7      | 19    | 9      | 21   |
| 13   | Alessio Velini       | Ducati                 |       | 7     | 5     |        |       |        | 20   |
| 14   | Ferdinando Di Maso   | Suzuki e Ducati        | Rit   | Rit   | 7     | Rit    | 10    | 11     | 20   |
| 15   | Igor Antonelli       | Yamaha                 | 6     | 12    | 12    |        |       |        | 18   |
| 16   | Daniel Brunelli      | Yamaha                 |       |       | 8     | 8      |       |        | 16   |
| 17   | Simone Conti         | Honda                  | 5     | Rit   | 14    | 15     | 15    | 18     | 15   |
| 18   | Alessandro Valia     | Yamaha                 | 9     | 9     | NP    |        |       |        | 14   |
| 19   | Andrea Di Giannicola | Suzuki                 | 8     | 11    | NP    | 17     | Rit   |        | 13   |
| 20   | Paolo Blora          | Yamaha e Ducati        | Rit   | 8     | Rit   | Rit    | NP    | 12     | 12   |
| 21   | Mauro Sanchini       | Kawasaki               |       |       |       |        |       | 6      | 10   |
| 22   | Mauro Lucchiari      | Ducati                 |       |       |       |        |       | 7      | 9    |
| 23   | Davide Caselli       | Yamaha                 | 15    |       | 15    | 12     | 13    |        | 9    |
| 24   | Giuseppe Zannini     | Yamaha                 | Rit   | 14    | 10    | Rit    | 18    | 17     | 8    |
| 25   | Davide Grandi        | Yamaha e Suzuki        | 11    | 15    | Rit   | Rit    | 14    | 21     | 8    |
| 26   | Giacomo Roamnelli    | Suzuki                 |       |       |       | 9      | 16    | 19     | 7    |
| 27   | Alessandro Tomassoni | Suzuki                 |       | NP    | 9     |        |       |        | 7    |
| 28   | Alessandro Longhin   | Suzuki, Yamaha e Honda | 12    | 16    | 13    |        | 23    | 23     | 7    |
| 29   | Paolo Costa          | Suzuki                 |       |       | 18    | Rit    | 12    | Rit    | 4    |
| 30   | Vittorio Scatola     | Suzuki                 |       | 13    |       | Rit    |       |        | 3    |
| 31   | Germano Bertuzzi     | Suzuki                 | NP    | 20    | 17    | 14     | 25    | Rit    | 2    |
| 32   | Riccardo Bertolini   | Suzuki                 | 14    |       |       | 21     |       |        | 2    |
| Pos. | Pilota               | Moto                   | 1 VAL | 2 MON | 3 IMO | 4 MIS1 | 5 MUG | 6 MIS2 | P.ti |

| Legenda | 1º posto        | 2º posto            | 3º posto           | A punti      | Senza punti        | Grassetto – Pole position Corsivo – Giro più veloce |
| Legenda | Gara non valida | Non qual./Non part. | Ritirato/Non class | Squalificato | '-' Dato non disp. | Grassetto – Pole position Corsivo – Giro più veloce |

#### Classifica Costruttori
| Pos. | Costruttore | 1 VAL | 2 MON | 3 IMO | 4 MIS1 | 5 MUG | 6 MIS2 | P.ti |
| ---- | ----------- | ----- | ----- | ----- | ------ | ----- | ------ | ---- |
| 1    | Ducati      | 3     | 3     | 1     | 1      | 1     | 2      | 127  |
| 2    | Yamaha      | 1     | 1     | 6     | 2      | 2     | 1      | 125  |
| 3    | MV Agusta   | 2     | 17    | 4     | 7      | 9     | 9      | 56   |
| 4    | Honda       | 5     | 22    | 2     | 6      | 8     | 10     | 55   |
| 5    | Suzuki      | 7     | 11    | 7     | 9      | 7     | 8      | 47   |
| 6    | Kawasaki    | 18    | 21    | 16    | 18     | 17    | 6      | 10   |

### Supersport
Vi sono delle diversità tra la classifica piloti ed i resoconti di gara in quanto vi prendono parte, come wild card senza punti, i seguenti piloti:
- Armin Rieder, su Suzuki, disputa tutte le gare tranne Monza chiudendo con un ritiro e quattro arrivi oltre il quindicesimo posto.
- Fabien Foret, su Honda, vince dopo essere partito dalla pole position a Monza.
- Yoann Tiberio, su Honda, chiude ventinovesimo a Monza.
- Andrzej Chmielewski, su Yamaha, si ritira a Monza e chiude venticinquesimo a Imola.
- Markéta Janáková, su Yamaha, chiude ventottesima a Imola.
- Broc Parkes, su Yamaha, vince dopo essere partito dalla pole position e ottiene il giro più veloce nella prima prova a Misano.
- Konstantinos Politis, su Yamaha, chiude ventitreesimo al Mugello.

Gli altri piloti scalano in avanti in classifica nelle gare portate a termine dai piloti sopracitati.

#### Classifica Piloti[33]
Dove non indicata la nazionalità si intende pilota italiano. Le motociclette in competizione sono equipaggiate con pneumatici forniti da Pirelli, Dunlop, Metzeler, Michelin e Bridgestone.
La pole position del Gran Premio del Mugello viene fatta segnare da Gianluca Nannelli su Honda (non terminando la sua unica gara stagionale, non compare nella classifica).
| Pos. | Pilota                | Moto              | 1 VAL | 2 MON | 3 IMO | 4 MIS1 | 5 MUG | 6 MIS2 | P.ti |
| ---- | --------------------- | ----------------- | ----- | ----- | ----- | ------ | ----- | ------ | ---- |
| 1    | Simone Sanna          | Honda             | 2     | 1     | 1     | 1      | 7     | 6      | 114  |
| 2    | Alessandro Antonello  | Kawasaki          | 1     | 5     | 3     | 8      | 1     | 1      | 110  |
| 3    | Stefano Cruciani      | Kawasaki          |       | 2     | 2     | 3      | 4     | 10     | 75   |
| 4    | Ivan Goi              | Yamaha            | 5     | 4     | 7     | 4      | 5     | 3      | 73   |
| 5    | Camillo Mariottini    | Yamaha e Honda    | Rit   | 6     | 6     | 5      | 3     | 2      | 67   |
| 6    | Diego Giugovaz        | Honda             | 4     | 3     | 4     | 7      | Rit   | 5      | 62   |
| 7    | Claudio Corti         | Yamaha            | Rit   | 8     | 5     | 2      | 6     | 9      | 56   |
| 8    | Alessio Aldrovandi    | Honda             | 6     | 11    | 11    | 9      | 14    | 7      | 38   |
| 9    | Niccolò Canepa        | Kawasaki          | 10    | 9     | 10    | Rit    | 12    | 4      | 36   |
| 10   | Juri Proietto         | Kawasaki          | 3     | 10    | Rit   | 6      | 13    | Rit    | 35   |
| 11   | Antonio Carlacci      | Yamaha            | 8     | 13    | Rit   |        | 10    | 8      | 25   |
| 12   | Matteo Baiocco        | Kawasaki e Yamaha | 13    | 7     | 9     |        | 20    | 13     | 22   |
| 13   | Alessio Corradi       | Ducati            |       |       |       | 2      |       |        | 20   |
| 14   | Massimo Bisconti      | Yamaha            | Rit   | 14    | 13    | 12     | 16    | 11     | 14   |
| 15   | Samuel Bisconti       | Yamaha e Kawasaki | 9     | 12    | 15    | 16     |       |        | 12   |
| 16   | Sergio Ruggiero       | Yamaha            | 17    | 16    | 12    | 10     | Rit   |        | 10   |
| 17   | Alessio Anello        | Honda             | 11    | Rit   | 14    | 13     | Rit   |        | 10   |
| 18   | Michael Di Paolo      | Suzuki            | 7     | NP    | Rit   | Rit    | Rit   | Rit    | 9    |
| 19   | Cristiano Migliorati  | Kawasaki          | Rit   |       |       |        | 8     |        | 8    |
| 20   | Gilles Boccolini      | Kawasaki          | Rit   | Rit   | 8     | Rit    | 17    | Rit    | 8    |
| 21   | Guglielmo Tarizzo     | Honda             |       |       |       |        | 9     |        | 7    |
| 22   | Alessandro Tomassoni  | Kawasaki          |       |       |       | 14     | NP    | 12     | 6    |
| 23   | Danilo Marrancone     | Yamaha            |       |       |       |        | 11    |        | 5    |
| 24   | Fabrizio Meschini     | Yamaha            |       |       |       | 11     |       |        | 5    |
| 25   | Gabriele Poma         | Yamaha            | 12    | 19    | 22    | 22     | 22    | 18     | 4    |
| 26   | Alessandro Torcolacci | Yamaha            |       |       |       |        |       | 14     | 2    |
| 27   | Giuseppe Barone       | Honda             | 14    | NP    | Rit   | 19     | 18    | Rit    | 2    |
| 28   | Matteo Milanese       | Yamaha            | 20    | 17    | 17    | 18     | 19    | 15     | 1    |
| 29   | Angelo Conti          | Honda             |       |       |       |        | 15    |        | 1    |
| 30   | Mattia Pastrolin      | Yamaha            |       |       |       | 15     |       | Rit    | 5    |
| 31   | Andrea Manici         | Yamaha            |       | 15    |       |        |       |        | 1    |
| 32   | Emanuele Russo        | Yamaha            | 15    |       |       |        |       |        | 1    |
| Pos. | Pilota                | Moto              | 1 VAL | 2 MON | 3 IMO | 4 MIS1 | 5 MUG | 6 MIS2 | P.ti |

| Legenda | 1º posto        | 2º posto            | 3º posto           | A punti      | Senza punti        | Grassetto – Pole position Corsivo – Giro più veloce |
| Legenda | Gara non valida | Non qual./Non part. | Ritirato/Non class | Squalificato | '-' Dato non disp. | Grassetto – Pole position Corsivo – Giro più veloce |

#### Classifica Costruttori
| Pos. | Costruttore | 1 VAL | 2 MON | 3 IMO | 4 MIS1 | 5 MUG | 6 MIIS2 | P.ti |
| ---- | ----------- | ----- | ----- | ----- | ------ | ----- | ------- | ---- |
| 1    | Kawasaki    | 1     | 2     | 2     | 3      | 1     | 1       | 131  |
| -    | Honda       | 2     | 1     | 1     | 1      | 3     | 2       | 131  |
| 3    | Yamaha      | 5     | 4     | 5     | 2      | 5     | 3       | 82   |
| 4    | Ducati      |       |       |       |        | 2     |         | 20   |
| 5    | Suzuki      | 7     | NP    | Rit   | Rit    | Rit   | 16      | 9    |

### Stock 1000
Vi sono delle diversità tra la classifica piloti ed i resoconti di gara in quanto vi prendono parte, come wild card senza punti, i seguenti pilotiː
- Enrique Rocamora, su Suzuki, chiude quinto a Vallelunga, si ritira a Monza e nella prima prova a Misano.
- Alex Martinez, su Yamaha, chiude sesto a Monza e al Mugello.
- Robertino Pietri, su Yamaha, chiude ventitreesimo a Monza, quattordicesimo a Imola, si ritira nella prima prova a Misano e chiude col diciottesimo posto al Mugello.

Gli altri piloti scalano in avanti in classifica a punti nelle gare portate a termine dai piloti sopracitati. 

#### Classifica Piloti[34]
Dove non indicata la nazionalità si intende pilota italiano. Le motociclette in competizione sono equipaggiate con pneumatici forniti da Pirelli, Dunlop, Metzeler, Michelin e Bridgestone.
| Pos. | Pilota                | Moto     | 1 VAL | 2 MON | 3 IMO | 4 MIS1 | 5 MUG | 6 MIS2 | P.ti |
| ---- | --------------------- | -------- | ----- | ----- | ----- | ------ | ----- | ------ | ---- |
| 1    | Alessandro Polita     | Suzuki   | 2     | 1     | 2     | 4      | 2     | 1      | 123  |
| 2    | Massimo Roccoli       | Yamaha   | Rit   | 3     | 1     | 1      | 1     | 5      | 102  |
| 3    | Maurizio Prattichizzo | Kawasaki | Rit   | 2     | 3     | 2      | 5     | 4      | 80   |
| 4    | Luca Scassa           | Yamaha   | 5     | 4     | Rit   | 5      | 3     | 2      | 71   |
| 5    | Gianfranco Guareschi  | Kawasaki | 4     | 6     | 5     | 3      | 6     | 6      | 70   |
| 6    | Fabrizio Pellizzon    | Aprilia  | 1     | 21    | 15    | 7      | 4     | Rit    | 48   |
| 7    | Roberto Lunadei       | Yamaha   | 10    | 5     | 4     | 16     | 18    | 8      | 38   |
| 8    | Walter Tortoroglio    | Kawasaki | 3     | NP    |       |        | 9     | 9      | 30   |
| 9    | William De Angelis    | Yamaha   | 11    | 17    | Rit   | 6      | 10    | 7      | 30   |
| 10   | Cristian Magnani      | Suzuki   | Rit   | 14    | 12    | 10     | Rit   | 3      | 28   |
| 11   | Alex Sassaro          | Yamaha   | 25    | 9     | 11    | 18     | 7     | 10     | 27   |
| 12   | Simone Saltarelli     | Yamaha   | 7     | 18    | 7     | 9      | Rit   | 16     | 25   |
| 13   | Daniel Brunelli       | Yamaha   | 20    | 16    | 6     | 8      | 11    | 15     | 24   |
| 14   | Gaspare Caffiero      | Yamaha   | 16    | Rit   | 10    | 12     | 8     | 12     | 22   |
| 15   | Alessandro Melone     | Suzuki   | Rit   | 8     | 8     | Rit    | Rit   | 14     | 18   |
| 16   | Valerio Vitiello      | Suzuki   | 27    | 7     | 13    | Rit    | 12    | 20     | 16   |
| 17   | Alessandro Brannetti  | Yamaha   | Rit   | 10    |       | 11     | 13    | Rit    | 14   |
| 18   | Thomas Tallevi        | Yamaha   | 6     | 23    | Rit   | 13     | Rit   | 19     | 13   |
| 19   | Maurizio Tumminello   | Yamaha   | 15    | 19    | 9     | Rit    |       | 11     | 13   |
| 20   | Gabriele Cottini      | Yamaha   | 8     | Rit   | 21    | 23     | 16    | 22     | 8    |
| 21   | Ermanno Rossi         | Kawasaki | 9     | 20    | Rit   | Rit    | 15    | 17     | 8    |
| 22   | Denis Sacchetti       | Kawasaki | Rit   | 12    | Rit   | 14     |       |        | 6    |
| 23   | Giacomo Romanelli     | Suzuki   |       | 11    |       |        |       |        | 5    |
| 24   | Lorenzo Segoni        | Yamaha   | 14    | 13    | 16    |        |       | Rit    | 5    |
| 25   | Emanuele Magnanelli   | Suzuki   | 12    | Rit   | 18    | Rit    |       |        | 4    |
| 26   | Enrico Pasini         | Suzuki   | 21    |       |       | 15     | Rit   | 13     | 4    |
| 27   | Giuseppe Natalini     | Yamaha   | 19    | Rit   | 14    | 17     | 14    | 21     | 4    |
| 28   | Fabio Laviola         | Suzuki   | 13    | 22    | Rit   | Rit    |       | 18     | 3    |
| 29   | Luca Morelli          | Yamaha   |       | 15    |       |        | Rit   |        | 1    |
| Pos. | Pilota                | Moto     | 1 VAL | 2 MON | 3 IMO | 4 MIS1 | 5 MUG | 6 MIS2 | P.ti |

| Legenda | 1º posto        | 2º posto            | 3º posto           | A punti      | Senza punti        | Grassetto – Pole position Corsivo – Giro più veloce |
| Legenda | Gara non valida | Non qual./Non part. | Ritirato/Non class | Squalificato | '-' Dato non disp. | Grassetto – Pole position Corsivo – Giro più veloce |

#### Classifica Costruttori
| Pos. | Costruttore | 1 VAL | 2 MON | 3 IMO | 4 MIS1 | 5 MUG | 6 MIS2 | P.ti |
| ---- | ----------- | ----- | ----- | ----- | ------ | ----- | ------ | ---- |
| 1    | Suzuki      | 2     | 1     | 2     | 4      | 2     | 1      | 123  |
| 2    | Yamaha      | 5     | 3     | 1     | 1      | 1     | 2      | 122  |
| 3    | Kawasaki    | 4     | 2     | 3     | 2      | 5     | 4      | 93   |
| 4    | Aprilia     | 1     | 21    | 15    | 7      | 4     | Rit    | 48   |
| NC   | MV Agusta   |       | Rit   |       |        |       |        | 0    |

### Classe 125
Vi sono delle diversità tra la classifica piloti ed i resoconti di alcune gare in quanto vi prendono parte, come wild card senza punti, i seguenti piloti:
- Stefan Bradl, su KTM, chiude sesto a Vallelunga.
- Thomas Mayer, su Aprilia, chiude tredicesimo a Vallelunga.
- Robin Lässer, su KTM, si ritira a Vallelunga.
- Michael Ranseder, su KTM, si ritira a Vallelunga dopo aver fatto segnare la pole position.
- Roberto Tamburini, su Aprilia, chiude quarto a Imola mentre nella prima prova a Misano ottiene pole position, vittoria e giro più veloce.
- Jules Cluzel, su Honda, chiude secondo al Mugello.
- Clement Dunkowski, su Honda, chiude quattordicesimo al Mugello.
- Matthieu Lussiana, su Honda, chiude diciottesimo al Mugello.

Gli altri piloti scalano in avanti in classifica a punti nelle gare portate a termine dai piloti sopracitati. 

#### Classifica Piloti[35]
Dove non indicata la nazionalità si intende pilota italiano. Tutte le motociclette in competizione sono equipaggiate con pneumatici forniti dalla Dunlop.
| Pos. | Pilota              | Moto     | 1 VAL | 2 MON | 3 IMO | 4 MIS1 | 5 MUG | 6 MIS2 | P.ti |
| ---- | ------------------- | -------- | ----- | ----- | ----- | ------ | ----- | ------ | ---- |
| 1    | Simone Grotzkyj     | Aprilia  | 3     | 3     | 3     | 2      | 2     | 2      | 108  |
| 2    | Lorenzo Baroni      | Aprilia  | 1     | 2     | 1     | 4      | 25    | 3      | 99   |
| 3    | Michele Conti       | Honda    | 2     | 1     | 2     |        |       | 4      | 78   |
| 4    | Alessio Palumbo     | Aprilia  | 7     | 4     | 5     | Rit    | 5     | 5      | 55   |
| 5    | Matteo Bianchi      | Aprilia  | 6     | 14    | 12    | 1      | 12    | Rit    | 45   |
| 6    | Daniele Rossi       | Honda    | 9     | 5     | 8     | 8      | 13    | 11     | 42   |
| 7    | Berardino Lombardi  | Aprilia  | Rit   | 7     | 10    | 3      | Rit   | 8      | 39   |
| 8    | Marco Petrini       | Aprilia  |       |       | 4     | Rit    | 1     | Rit    | 38   |
| 9    | Luca Verdini        | Aprilia  | Rit   | 10    | 7     | Rit    | 4     | 13     | 31   |
| 10   | Fabio Fratticci     | Honda    | 13    |       | 16    | 5      | 8     | 10     | 28   |
| 11   | Nico Vivarelli      | Honda    | Rit   | 6     | 6     | Rit    | 9     |        | 27   |
| 12   | Raffaele Filice     | Honda    | Rit   | 16    |       | 7      | 7     | 7      | 27   |
| 13   | Gioele Pellino      | Malaguti |       |       |       |        |       | 1      | 25   |
| 14   | Luca Leardini       | Honda    | 4     | 18    | 21    |        |       | 6      | 23   |
| 15   | Leonardo Biliotti   | Aprilia  | 8     | Rit   | 24    | Rit    | 6     | 12     | 22   |
| 16   | Roberto Lacalendola | Honda    | 10    | 13    | 17    | 10     | 11    | Rit    | 20   |
| 17   | Fiorenzo Donetti    | Honda    | 12    | 8     | 9     | Rit    |       | Rit    | 19   |
| 18   | Andrea Boscoscuro   | Honda    | Rit   | 17    | 15    | 6      | 10    |        | 17   |
| 19   | Michele Danese      | Aprilia  |       |       |       | Rit    | 3     | Rit    | 16   |
| 20   | Armando Narduzzi    | Honda    | 5     |       |       |        |       |        | 11   |
| 21   | Iuri Vigilucci      | Honda    | Rit   | 9     | 18    | 14     | 14    |        | 11   |
| 22   | Giuliano Gregorini  | Honda    | 11    | 25    | 20    | 12     | 16    | 15     | 11   |
| 23   | Daniele Scampamorte | Honda    | Rit   | 15    | 13    | 11     | 15    |        | 10   |
| 24   | Alberto Bizzotto    | Honda    |       |       |       |        |       | 9      | 7    |
| 25   | Eddi La Marra       | Aprilia  |       |       |       | 9      |       |        | 7    |
| 26   | Simone Sancioni     | Honda    | Rit   | 20    | 11    | Rit    | Rit   | Rit    | 5    |
| 27   | Luca Morelli        | Aprilia  | Rit   | 11    | 22    | Rit    |       |        | 5    |
| 28   | Alessandro D'Amelio | Honda    | Rit   | 12    | 19    |        |       |        | 4    |
| 29   | Matteo Tiraferri    | Honda    | 16    | 22    | 26    | 13     |       |        | 3    |
| 30   | Marco Magistrati    | Friba    |       |       |       |        |       | 14     | 2    |
| 31   | Mattia Tarozzi      | Honda    |       |       | 14    | Rit    |       |        | 2    |
| 32   | Jacopo Caraffini    | Honda    | 14    | 26    | 29    | 16     | 23    | Rit    | 2    |
| 33   | Erik Fabbi          | Honda    |       | 21    | Rit   | 15     | 20    | 17     | 1    |
| 34   | Fabrizio Porcelli   | Honda    | 15    | 28    | 32    | 17     | 22    | 19     | 1    |
| Pos. | Pilota              | Moto     | 1 VAL | 2 MON | 3 IMO | 4 MIS1 | 5 MUG | 6 MIS2 | P.ti |

| Legenda | 1º posto        | 2º posto            | 3º posto           | A punti      | Senza punti        | Grassetto – Pole position Corsivo – Giro più veloce |
| Legenda | Gara non valida | Non qual./Non part. | Ritirato/Non class | Squalificato | '-' Dato non disp. | Grassetto – Pole position Corsivo – Giro più veloce |

#### Classifica Costruttori
| Pos. | Costruttore | 1 VAL | 2 MON | 3 IMO | 4 MIS1 | 5 MUG | 6 MIS2 | P.ti |
| ---- | ----------- | ----- | ----- | ----- | ------ | ----- | ------ | ---- |
| 1    | Aprilia     | 1     | 2     | 1     | 1      | 1     | 2      | 140  |
| 2    | Honda       | 2     | 1     | 2     | 5      | 7     | 4      | 98   |
| 3    | Malaguti    |       |       |       |        |       | 1      | 25   |
| 4    | Friba       |       |       | NP    |        |       | 14     | 2    |
| NC   | Yamaha      |       |       | 23    |        |       |        | 0    |
| -    | KTM         | NV    |       |       |        |       |        | 0    |

## Sistema di punteggio
| Pos.  | 1  | 2  | 3  | 4  | 5  | 6  | 7 | 8 | 9 | 10 | 11 | 12 | 13 | 14 | 15 | 16> |
| Punti | 25 | 20 | 16 | 13 | 11 | 10 | 9 | 8 | 7 | 6  | 5  | 4  | 3  | 2  | 1  | 0   |